# FC Txornomorets Odessa
El FC Txornomorets Odessa (en ucraïnès ФК «Чорноморець») és un club professional de futbol ucraïnès de la ciutat d'Odessa.

## Història
L'equip de la ciutat portuària d'Odessa, al mar Negre deu el seu nom a aquest mar. Així, Txornomorets (Чорномóрець en ucraïnès des de 1991) o Txernomorets (Чeрномóрець en rus) vol dir "els del Mar Negre". Els seus colors són el negre, el blau i el blanc.
Va ser fundat el 1936. L'evolució del nom ha estat la següent:
- 1936: Dynamo Odessa
- 1940: Pixtxevik Odessa
- 1941: Spartak Odessa
- 1944: Pixtxevik Odessa
- 1953: Metalurg Odessa
- 1955: Pixtxevik Odessa
- 1958: Txernomorets Odessa
- 1991: Txornomorets Odessa

Les millors actuacions del club a la seva història han estat una semifinal de copa soviètica el 1966 i un tercer lloc a la lliga soviètica el 1974. La primera participació en una competició europea, la Copa de la UEFA, fou el 1975/76. Fou membre fundador de la Premier League ucraïnesa.

## Palmarès
- Copa Federació soviètica de futbol: (1): 1990
- Copa ucraïnesa de futbol: (2): 1992, 1994

## Jugadors destacats
| - Íhor Belànov - Valery Lobanovsky - Timerlan Huseinov - Oleksandr Kosyrin - Dmytro Parfenov - Valeri Porkuian |  | - Vladislav Vaxtxuk - Andrí Voronin - Yuri Nikiforov - Ilia Tsymbalar - Vladimir Gaev - Leonid Buriak |

## Entrenadors destacats
- Nikita Simonian (1980-1981)
- Viktor Prokopenko (1989-1994)
- Leonid Buriak (1994-1998)
- Semen Altman (2003-2007)
- Vitaliy Xevtxenko (2007-2008)